# August zu Solms-Wildenfels
Graf Karl August Adalbert zu Solms-Wildenfels (* 7. September 1823 in Potsdam; † 28. Februar 1918 in Berlin-Halensee) war ein preußischer Generalleutnant.

## Leben

### Herkunft
Er war der Sohn von Otto Graf zu Solms-Wildenfels (1794–1834), aus einer 1806 mediatisierten reichsständischen Familie, und der Pauline Adele Sophie Freiin von Sirtema van Grovestins (1802–1848) aus altem niederländisch-friesischem Adel. August zu Solms-Wildenfels war ein Urgroßneffe des Friedrich Ludwig zu Solms-Wildenfels und Tecklenburg (1708–1789) und ein Ur-Urenkel von dessen Vater Heinrich Wilhelm zu Solms-Wildenfels-Laubach (1675–1741).

### Militärkarriere
Solms-Wildenfels besuchte ab 1834 die Kadettenhäuser in Potsdam und in Berlin. Anschließend begann er 1840 als Sekondeleutnant seine Karriere im Garde-Kürassier-Regiment der Preußischen Armee in Potsdam. Standesgemäß war für einen Angehörigen des nicht wehrpflichtigen evangelischen deutschen Hochadels nur der Dienst in einem der exklusiven berittenen preußischen Garderegimenter in einer der Residenzstädte und damit in der Umgebung des Königs von Preußen. Seit 1843 Premierleutnant, nahm Solms-Wildenfels am 18. März 1848 am Straßenkampf in Berlin teil. Im Krieg gegen Österreich kämpfte er 1866 als Major und Eskadronchef bei Skalitz, Schweinschädel und in der Schlacht bei Königgrätz.
Nach dem Krieg erhielt er im Oktober 1866 das Kommando über das 11. Ulanen-Regiment und wurde im Dezember zum Oberstleutnant befördert. Im Krieg gegen Frankreich stand er 1870/71 in den Belagerungen der Festungen Metz, Toul und Paris und in den Schlachten von Beaugency-Cravant sowie Le Mans an der Spitze seines Regiments, wofür Solms-Wildenfels das Eiserne Kreuz II. Klasse erhielt. Im Juni 1873 zum Kommandeur der 29. Kavallerie-Brigade ernannt und zum Generalmajor befördert, beendete er, dekoriert mit dem Roten Adlerorden II. Klasse mit Eichenlaub und dem Kronenorden I. Klasse, seine Laufbahn als Generalleutnant im September 1881.

### Familie
In erster Ehe hatte Solms-Wildenfels in Baruth/Mark am 12. Juli 1862 Elisabeth Gräfin zu Solms-Baruth (1836–1868) geheiratet. Sie war eine Tochter des Grafen Friedrich zu Solms-Baruth und Halbschwester des Fürsten Friedrich zu Solms-Baruth.
Nach ihrem Tod heiratete er am 28. September 1875 in Ahrensburg Fanny Gräfin von Schimmelmann (1846–1918), Tochter des Grafen Ernst von Schimmelmann-Ahrensburg (1820–1885) und ältere Schwester der Adeline von Schimmelmann (1854–1913). Aus beiden Ehen gingen folgende sieben Kinder hervor:
1. Elisabeth (1863–1946) ⚭ 1921 Rochus Graf zu Lynar (1857–1928)
2. Marie Luise Auguste (1865–1955), ledig
3. Otto (1866–1946) ⚭ 1924 Sophie Gräfin zu Solms-Wildenfels (1877–1956)
4. Ernst (1877–1945) ⚭ 1904 Karin Baroness von Uexküll (1882–1959)
5. Karl August (1879–1958) ⚭ 1915 Maria Gans zu Putlitz (1892–1955)
6. Anna Adelaide Sophie Christine (1880–1956), ledig
7. Emich (1883–1961) ⚭ 1910 Erika von Böhn (1892–1976)

Seine Schwester Luise (1822–1888) war seit 1839 mit dem preußischen Generalleutnant Hermann von Michaelis (1813–1890) verheiratet.